# 地理坐标系

建模在扁橢球上的地理坐標系，其中
為經度，為大地緯度，它与地心纬度的关系是:

大地坐标系P(φ,λ,h)，在任意点P作直线PN，
它交椭球于点N并交赤道平面于点C，令其为参考椭球的法线。φ是椭球上点N的大地纬度，λ是经度，h是线段PN的长度。这个高度h不同于在大地水准面上的相对高度和在平均海平面上的海拔高度，PN的方向不同于铅垂线方向

地理座標系一般是指由經度、緯度和相对高度組成的座標系，能夠標示地球上的任何一個位置。經度和緯度常合稱為經緯度，把球面上的经纬度显示在平面地上需要采用某种地图投影与只选用经纬度的在扁球面或球面上的坐标系相区别，采用大地纬度的带有相对高度的三维地理坐标系也称为大地坐标系。采用的地心纬度定義的三维地理坐标系是笛卡尔坐标系的地心地固坐标系和本地切面坐标系。

## 大地测量系統
由于地面高低的不同和地球形状的不正规，天体测量所得的信息不足用于明确地计算地理位置。一般采用某个标准的大地测量系统所规定的地理坐标系统，目前最常用的标准是WGS84，它被卫星导航系统如美国全球定位系统使用。

## 水平坐標
經度是地球上一個地點離一根被稱為本初子午線的南北方向走線以東或以西的度數。本初子午線的經度是0°，地球上其它地點的經度是向東到180°或向西到180°。不像緯度有赤道作為自然的起點，經度沒有自然的起點而使用經過倫敦格林尼治天文臺旧址的子午線作為起點。東經180°即西經180°，約等同於國際日期變更線，國際日期變更線的兩邊，日期相差一日。
緯度是指某點與地球球心的連線和地球赤道面所成的線面角，其數值在0至90度之間。位於赤道以北的點的緯度叫北緯，記為N，位於赤道以南的點的緯度稱南緯，記為S。

## 垂直坐標

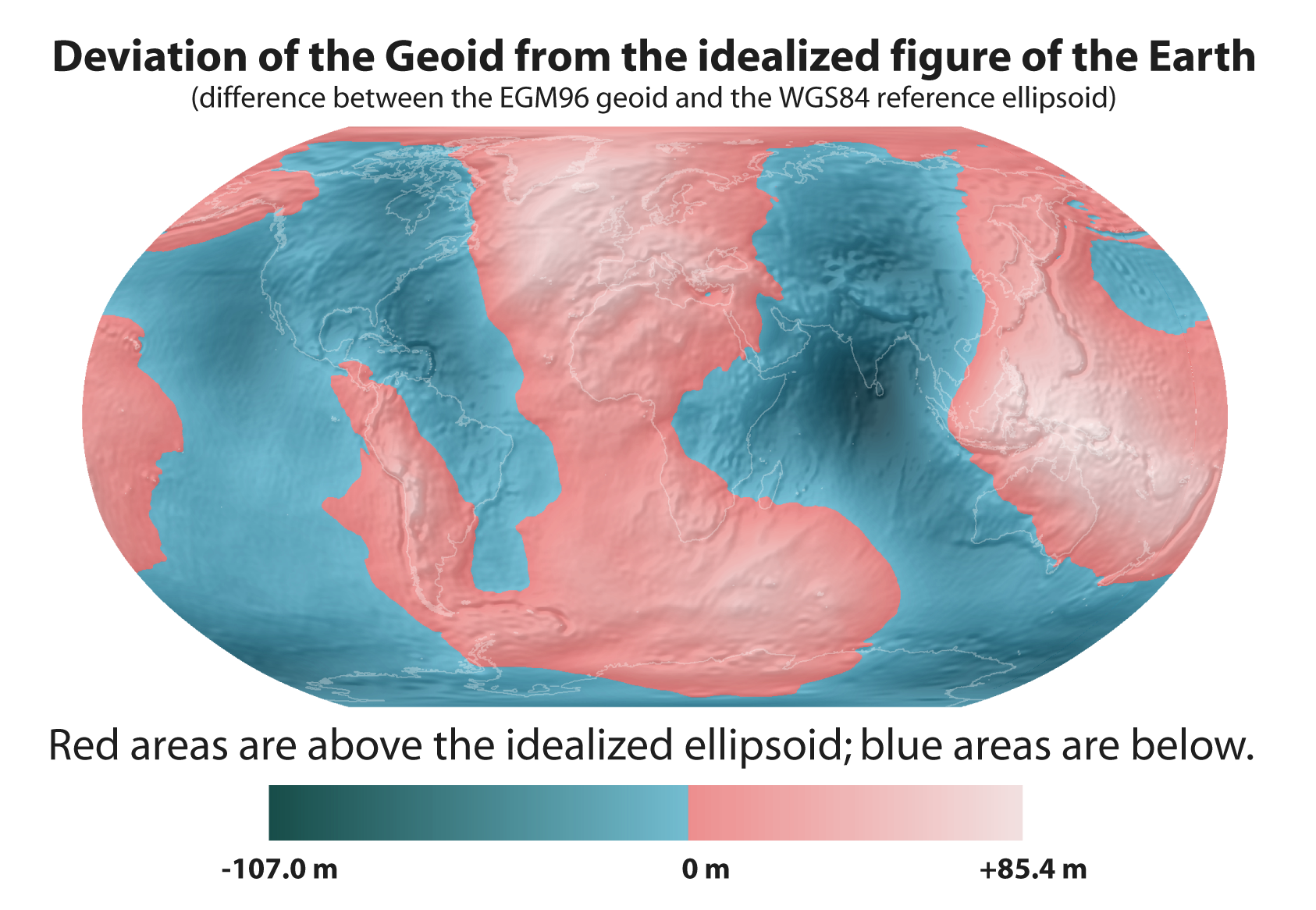
，红色表示此位置大地水准面高出参考椭球体而蓝色表示低于，以米为单位（基于重力模型和WGS84参考椭球体）

相对高度是某地点相对大地水准面的高度，海拔是指某地點相對海平面的高度，當二者基於相同基準面並同時使用時，前者指地表高度，後者指在地表之上的高度如飛機飛行高度。

## 經緯度表示及轉換

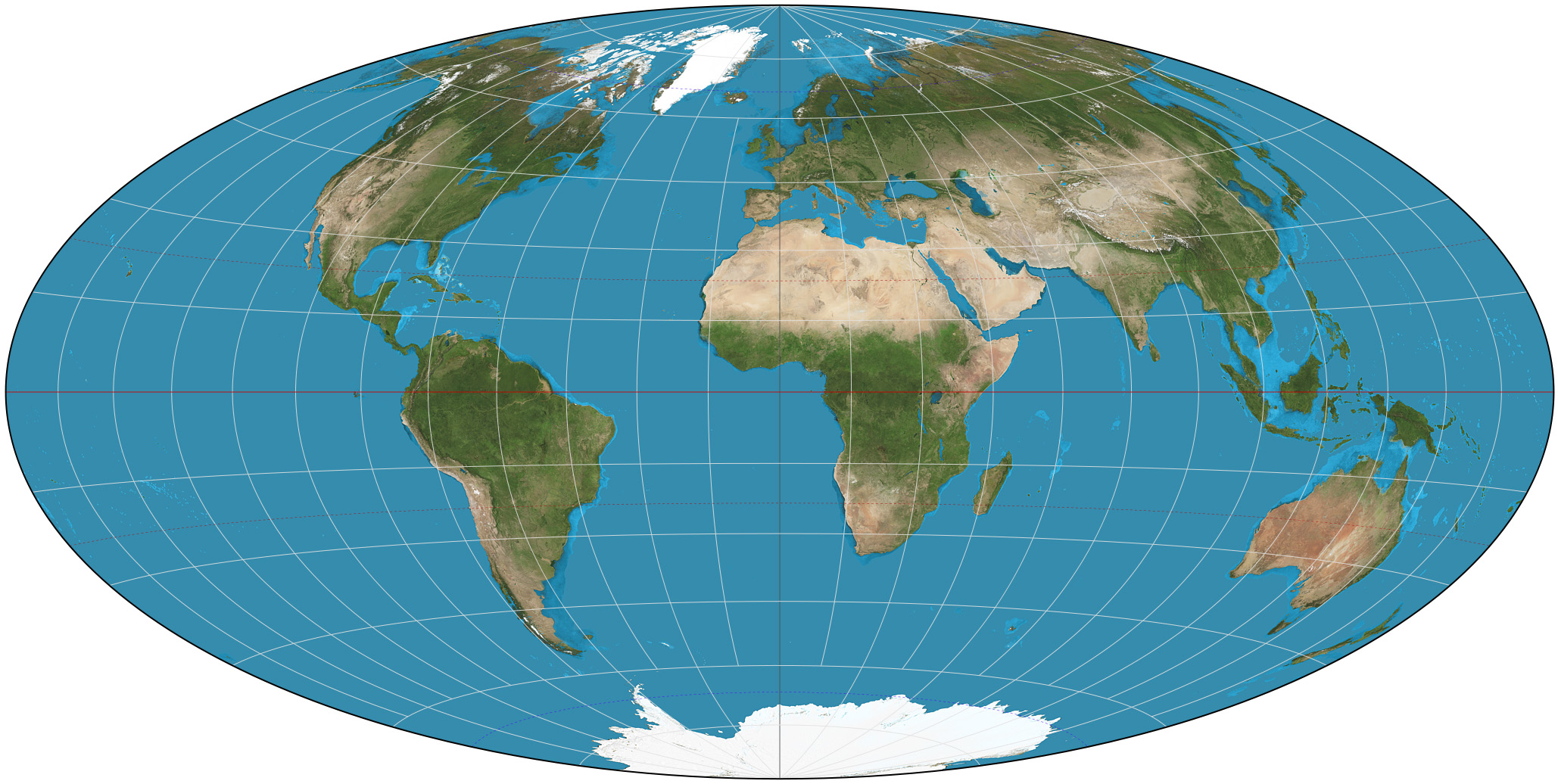
地球的Hammer等面積投影地圖，可見經線和緯線

經緯度以度數表示，一般可直接以小數點表示，但亦可把度數的小數點分為角分（1角分等於六十分之一度）和角秒（一角秒等於六十分之一角分）
1. 度分秒表示（度:分:秒）－49°30'00"-123d30m00s
2. 度分表示（度:分）－49°30.0'-123d30.0m
3. 度數表示－49.5000°-123.5000d（一般會有四位小數）。

不少軟件可把不同的經緯度表示方式轉換。

## 经纬度書寫順序

### 經度在前，緯度在後採用
以下為經度在前，緯度在後的採用（經度,緯度），例：臺北市以此寫法為 121°38′E, 25°2′N。
- OpenLayers
- KML
- GeoJSON
- MongoDB
- PostGIS

### 緯度在前，經度在後採用
以下為緯度在前，經度在後的採用（緯度,經度），例：臺北市以此寫法為 25°2′N, 121°38′E。
- Leaflet
- Google Maps API
- ArangoDB
- 維基百科的coord

## 经纬线与大洲、大洋的关系

### 纬线
| 纬线     | 与大洲的关系                                 | 与大洋的关系                                     | 附近主要的地理事物                                           |
| -------- | -------------------------------------------- | ------------------------------------------------ | ------------------------------------------------------------ |
| 北极圈   | 通过亚洲北部、欧洲东部、北美洲北部           | 通过挪威海、白令海峡                             | 冰岛、格陵兰岛南部、阿拉斯加                                 |
| 60°N     | 通过欧洲北部、北亚中部、阿拉斯加南部         | 通过北大西洋北部、北太平洋北部                   | 斯堪的纳维亚半岛南部、波罗的海                               |
| 40°N     | 通过中国华北、新疆、中亚、欧洲南部、北美中部 | 通过北太平洋中部、北大西洋中部                   | 中国北京、中国塔里木盆地、土耳其、地中海、美国纽约           |
| 30°N     | 通过中国中部、西亚、非洲北部、北美南部       | 同上                                             | 中国上海、日本鹿兒島縣、印度北部、伊朗、苏伊士运河、新奥尔良 |
| 北回归线 | 通过中国南部、南亚、西亚、北非中部、北美南部 | 通过北太平洋南部、北大西洋南部、印度洋之阿拉伯海 | 臺灣、印度半岛、阿拉伯半岛、红海、撒哈拉沙漠、夏威夷群岛     |
| 赤道     | 通过非洲中部、东南亚、南美北部               | 通过太平洋、大西洋、印度洋                       | 马来群岛、新加坡、马六甲海峡、刚果盆地、东非高原、亚马逊平原 |
| 南回归线 | 通过非洲南部、南美中部、澳大利亚大陆中部     | 通过南太平洋、南大西洋、南印度洋                 | 马达加斯加、巴西里约热内卢                                   |
| 30°S     | 通过非洲南端、南美南部、澳大利亚大陆南部     | 同上                                             |                                                              |
| 60°S     | （不通过任何大陆）                           | 同上                                             |                                                              |

### 经线
| 经线  | 与大洲的关系                                       | 与大洋的关系                         | 附近主要的地理事物                                               |
| ----- | -------------------------------------------------- | ------------------------------------ | ---------------------------------------------------------------- |
| 0°    | 通过欧洲西部、非洲西部、南极洲                     | 通过北冰洋、大西洋                   | 英国、西班牙、阿尔及利亚、马里、加纳                             |
| 20°E  | 通过北部、中欧、非洲中部、南极洲                   | 通过北冰洋、大西洋与印度洋的分界线   | 波罗的海、波兰、匈牙利、巴尔干半岛、利比亚、中非、南非           |
| 60°E  | 通过欧洲东部、亚洲西部、南极洲                     | 通过北冰洋、印度洋西部               | 乌拉尔山、咸海、伊朗高原、阿拉伯海                               |
| 90°E  | 通过中国西部、印度半岛东部、南极洲                 | 通过北冰洋、印度洋中部               | 叶尼塞河、中国新疆、中国西藏（青藏高原）、恒河平原               |
| 120°E | 通过北亚东部、中国东部、澳大利亚西部、南极洲       | 通过北冰洋、印度洋东部               | 大兴安岭、渤海、中国长江三角洲、菲律宾、印度尼西亚、澳大利亚西部 |
| 160°E | 通过北亚东部、太平洋西部（东西半球分界线）、南极洲 | 通过北冰洋、太平洋西部               | 堪察加半岛、所罗门群岛                                           |
| 180°  | 通过亚洲大陆东端、大洋洲岛屿、南极洲               | 通过北冰洋、太平洋中部               | 阿留申群岛、斐济群岛、汤加、新西兰东部                           |
| 120°W | 通过北美西部、南极洲                               | 通过北冰洋、太平洋东部               | 西雅图、温哥华、圣弗朗西斯科、洛杉矶                             |
| 75°W  | 通过北美东部、南美西部、南极洲                     | 通过北冰洋、大西洋西部、太平洋东南部 | 费城、古巴、加勒比海中部、哥伦比亚、秘鲁                         |
| 20°W  | 通过冰岛、南极洲                                   | 通过北冰洋、大西洋                   | 冰岛                                                             |

## 引用
1. ↑   (PDF), D00659 v2.3, Ordnance Survey, Mar 2015  [2015-06-22], （原始内容 (PDF)存档于2015-09-24）
2. ↑  Taylor, Chuck. .   [2014-03-04]. （原始内容存档于2016-03-03）.
3. ↑  . NGA: Office of Geomatics. National Geospatial-Intelligence Agency.   [2016-12-17]. （原始内容存档于2020-08-08）.